# سونی (ساردینیا)
سونی (به ایتالیایی: Suni) یک کومونه در ایتالیا است که در استان اریستانو واقع شده‌است.

## خصوصیات
سونی ۴۷٫۴ کیلومترمربع مساحت و ۱٬۲۰۴ نفر جمعیت دارد.